# Hugh Edwin Strickland
Hugh Edwin Strickland (2 de marzo de 1811 – 14 de septiembre de 1853) fue un geólogo, ornitólogo, naturalista, y taxónomo inglés.
Strickland era aborigen de Reighton, en el East Riding de Yorkshire. Segundo hijo de Henry Eustatius Strickland de Apperley, Gloucestershire, y de su esposa Mary, hija de Edmund Cartwright, inventor del telar mecánico, y nieta de Sir George Strickland, bart., de Boynton. En 1827, fue enviado como alumno a Thomas Arnold (1795–1842), un amigo de la familia.
De niño, adquirió un gusto por la historia natural que dominó su vida. Recibió su educación temprana de tutores privados y en 1829 ingresó al  Oriel College, en Oxford. Asistió a las clases universitarias de anatomía, de John Kidd y geológicas de William Buckland; y, empezó a interesarse tanto en zoología como en geología. En 1831, se graduó B.A., y al año siguiente inició su M.A..
En 1845, se casó con Catherine Dorcas Maule Jardine, la hija de Sir William Jardine. Ella dibujó muchas de las ilustraciones de Illustrations of Ornithology (Ilustraciones de Ornitología) (1825-43), usando sus iniciales, CDMS.

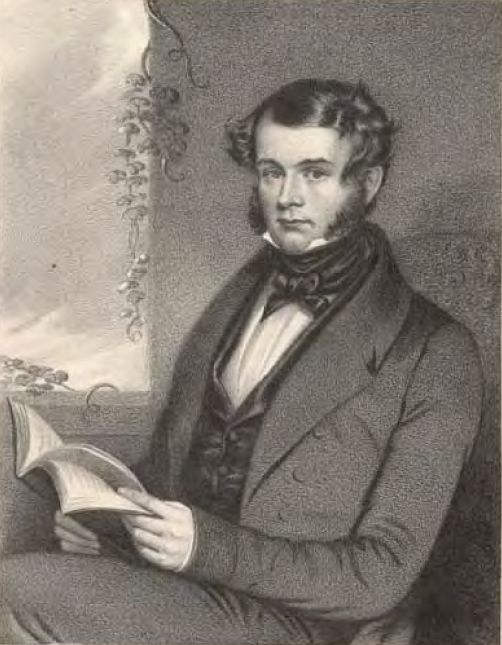
Strickland, a los 26 años.

Al regresar a su casa en Cracombe House, cerca de Tewkesbury, comenzó a estudiar la geología del Vale de Evesham, comunicando artículos al Geological Society of London (1833 - 1834).
También le prestó mucha atención a la ornitología. Conociendo a Roderick Murchison fue presentado a William John Hamilton (1805 - 1867) y lo acompañó en 1835 en un viaje a través de Asia Menor, la Tracia Bósforo y la isla de Zante. Hamilton luego publicó los resultados de este viaje y de su posterior excursión a Armenia en Researches in Asia Minor, Pontus and Armenia (Investigaciones en Asia Menor, Pontus y Armenia) (1842).
Después de su regreso en 1836, Strickland trajo a la Sociedad Geológica varios documentos sobre la geología de los distritos que había visitado en el sur de Europa y Asia. También describió en detalle los "depósitos de deriva en los condados de Worcester y Warwick, con especial atención a los depósitos fluviales de Cropthorne en los que se encontraron restos de hipopótamo, etc.". Con Murchison leyó ante la Sociedad Geológica un documento importante On the Upper Formations of the New Red Sandstone System in Gloucestershire, Worcestershire and Warwickshire (Sobre las Formaciones Superiores del Nuevo Sistema de Arenisca Roja en Goucestershire, Worcestershire, Y Warwickshire) (Trans. Geol. Soc., 1840). 
En otros artículos describiría osarios sobre lechos, en Bristol, Tewkesbury; y, los Ludlow y también osarios en Woolhope. Fue autor también de memorias ornitológicas, comunicadas a la Sociedad Zoológica, los Anales; y Revista de Historia Natural, y la Asociaicón Británica. 
También elaboró un informe, en 1842, de un comité designado por la Asociación Británica para considerar las reglas de nomenclatura zoológica. Este informe es la codificación formal más temprana del principio de prioridad, que representa el precepto guía fundamental que preserva la estabilidad de la nomenclatura biológica.

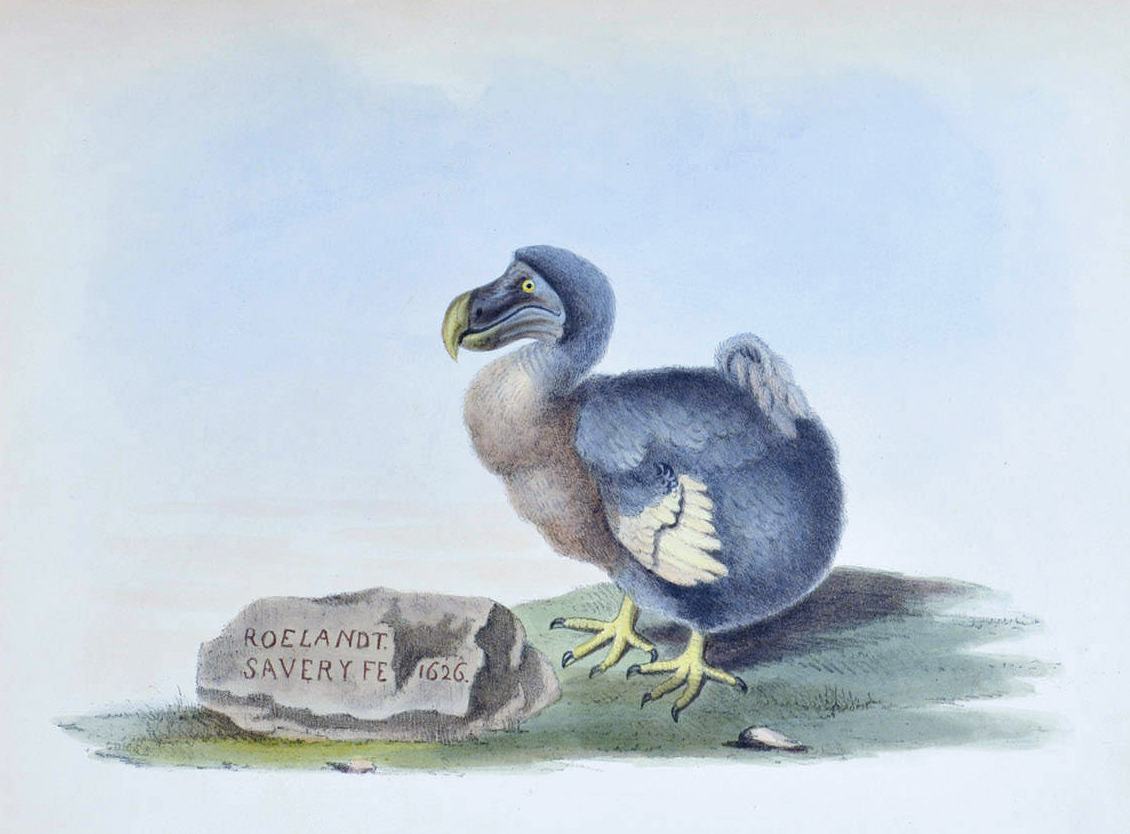
Frontispicio del texto de Strickland, de 1848 The Dodo & Sus Vástagos; o la Historia, las Afinidades y la Osteología del Dodo, el Solitario y Otras Aves Extintas de las Islas Mauricio, Rodríguez y Borbón.

Él fue uno de los fundadores de la Ray Society, sugerido en 1843 y establecido en 1844, siendo su objeto la publicación de obras sobre historia natural que no podrían ser emprendidas por sociedades científicas o editoriales. Para esta sociedad, Strickland corrigió, amplió y editó el manuscrito de Agassiz para la "Bibliographia Zoologiae et Geologiae", (1848). En 1845 editó con J. Buckman una segunda y ampliada edición de "Murchison's Outline of the Geology" de Cheltenham. En 1846 se instaló en Oxford, y dos años más tarde emitió junto con Alexander Gordon Melville (Alexander Gordon Melville) un trabajo en The Dodo and its kindred (1848).
En 1850, fue nombrado lector adjunto en geología, de Oxford, durante la enfermedad de Buckland, y en 1852 fue elegido miembro de la Royal Society. Al año siguiente, después de asistir a la reunión de la Asociación Británica en Hull, fue a examinar cortes geológicos, en el Manchester Sheffield & Lincolnshire Railway cerca de Retford. Allí fue, derribado y muerto por un tren; en una doble vía se salió del camino de un tren de mercancías y fue golpeado por un expreso que venía en la dirección opuesta. Fue enterrado en la iglesia de Deerhurst cerca de Tewkesbury, donde se erigió una ventana conmemorativa.
En 1855, se publicó su Ornithological Synonyms. Su colección de 6.000 aves se hallan en la Universidad de Cambridge, en 1867. Mientras exploraba, en 1835, realizó el descubrimiento del zarcero grande Hippolais olivetorum en la isla de Zante; y, el escribano cinéreo Emberiza cineracea en la vecindad de İzmir, al oeste de Turquía.

## Algunas publicaciones

### Libros
- Bibliographia zoologiae et geologiae. Londres 1848–1854 doi:10.5962/bhl.title.56049 doi:10.5962/bhl.title.20707

- The dodo and its kindred. Londres 1848 doi:10.5962/bhl.title.43794

- Ornithological Synonyms. Londres 1855 doi:10.5962/bhl.title.6993

## Honores

### Eponimia
Su nombre es honrado en el apelativo de:
Género de braquiopodos
- Stricklandia.[3][4]

Especies
- ave endémica del norte de Borneo, Copsychus stricklandii Motley & Dillwyn (1855)[5]
- Stelgidillas gracilirostris ave de la familia Pycnonotidae.[6]
- Leuconotopicus stricklandi Malherbe 1845 (o Picoides stricklandi).

## Abreviatura (zoología)
La abreviatura Strickland  se emplea para indicar a Hugh Edwin Strickland como autoridad en la descripción y taxonomía en zoología.